# Casca (dulce)
La casca o casca dels Reis (casca de los Reyes en castellano) es un dulce típico de la cocina valenciana y mallorquina, realizado con almendra molida, azúcar y huevos, que se puede rellenar de yema confitada, boniato o calabaza. También puede ir acompañado de canela, ralladura de naranja o de limón, o merengue. La casca se consume típicamente el Día de Reyes, pero también en otras celebraciones familiares. La forma puede variar de una población a otra, pero en general suele tener forma de rosca o de serpiente.

## Diferencias con otros dulces
A menudo se confunde con el Roscón de Reyes, pero se diferencian en que la casca se parece más a la del mazapán, pero con menos azúcar, mientras que el roscón normalmente se hace con brioche u hojaldre. Otra diferencia es que la casca no tiene figuritas dentro, aunque habitualmente se decoran con chocolatinas alrededor.
Igualmente, se puede confundir con el mazapán, ya que los ingredientes principales son también la almendra molida y el azúcar. Sin embargo, las proporciones son diferentes: en el mazapán se mezclan a partes iguales, mientras que en la casca la cantidad de azúcar utilizado es la mitad que la de almendra. Además, la masa de la casca se mezcla con huevos, mientras que la masa del mazapán normalmente no contiene.
Un dulce muy similar a la casca es el pastisset, que también puede hacerse con la misma masa de almendra y azúcar, o bien con una masa de cacahuete y azúcar. La principal diferencia se encontraría en la medida, ya que los pastissets son semicírculos pequeños.

## Historia
El origen de la casca parece tener raíces moriscas, tal y como hacen pensar los ingredientes principales que la constituyen, especialmente las almendras y el boniato. En la actualidad, en muchos casos ha sido sustituida por el tortel (o roscón), un dulce de origen occitano que llegó a nuestras tierras tras la Batalla de Almansa. No obstante, el roscón no empezó a desplazar la casca hasta los años 60.
Siempre ha sido una tradición regalar la casca a los niños, sobre todo los padrinos y madrinas a los ahijados y las ahijadas. La tradición dice que los Reyes Magos llevaban las cascas para los niños, tal y como muestra una canción popular que se ha mantenido con ciertas variaciones a lo largo de los años.
| Senyor Rei, jo/ja estic ací, porte'm casques per a mi, Les garrofes i la palla, per al seu (senyor) rossí... (Versión de la Safor) Senyor Rei, ja/jo estic ací, la palla i les garrofes, p'al rossí (cavall) i la casca, per a mi. | Señor Rey, yo/ya estoy aquí, tráigame cascas para mí, Las algarrobas y la paja, para su (señor) rocín... (Versión de la Safor) Señor Rey, ya/yo estoy aquí, la paja y las algarrobas, p'al rocín (caballo) y la casca, para mí. |